# Игра-сервис
Игра как сервис или Игры как услуга (англ. Games as a service, сокр. GaaS) — одна из форм предоставления доступа к компьютерным играм по подписке, аналогичной программному обеспечению как услуге. «Игры как услуга» — это способ монетизации компьютерных игр либо после их первоначальной продажи, либо для поддержки бесплатной игровой модели. Игры, выпущенные по модели GaaS, как правило, получают длинный или неопределенный поток монетизированного нового контента с течением времени, чтобы побудить игроков продолжать платить за поддержку игры. Это часто приводит к тому, что игры, работающие по модели GaaS, называют «живыми играми», поскольку они постоянно меняются с этими обновлениями.

## История и формы
Идея «Игры как услуга» появилась примерно в 2004 году с появления массовых многопользовательских онлайн-игр (ММО), таких как World of Warcraft , где подход модели подписки на игры гарантировал постоянный доход разработчику и издателю для продолжения создания нового контента. Со временем появились новые формы монетизации GaaS. Существенное влияние на использование GaaS оказало распространение мобильных игр, которые часто включают в себя социальный элемент, такой как игра или соревнование с друзьями, а также с игроками, желающими купить GaaS, чтобы продолжать играть с друзьями. Китайский издатель Tencent был одной из первых компаний, которая начала это делать в 2007 и 2008 годах, создав несколько различных способов монетизации своих продуктов в качестве услуги для китайских игроков, и с тех пор стала крупнейшим в мире издателем компьютерных игр с точки зрения доходов.

## Влияние
Аналитическая компания Digital River подсчитала, что к 2016 году 25 % доходов от игр на персональных компьютерах приходится на ту или иную форму GaaS. Фирма утверждала, что это отражается на потребителях, которые хотят получить больше от игр, которые в противном случае предлагаются по полной цене (60 долларов США на момент публикации отчета), или будут искать скидки, что делает рынок созревшим для монетизации после выпуска. Несколько крупных издателей, в том числе Square Enix, Ubisoft и Electronic Arts, указали GaaS в качестве значительного фокуса своих продуктовых линеек в 2017 году, в то время как другие, такие как Activision Blizzard и Take-Two Interactive, признают важность поддержки игры после выпуска для их финансовых итогов. GaaS также рассматривается в качестве развивающегося канала для игр от независимых разработчиков, которые часто имеют более широкую потенциальную базу для установки (на компьютеры, консоли и мобильные устройства), с которой они могут получать доходы от услуг.
Исследование, проведенное DFC Intelligence в 2018 году, показало, что стоимость Electronic Arts выросла с 4 млрд долларов США до 33 млрд с 2012 года, в то время как стоимость Activision Blizzard выросла с 20 млрд долларов США до 60 млрд за тот же период, причём оба увеличения объясняются частично использованием модели GaaS в своих играх. Electronic Arts заработала 2 миллиарда долларов США от транзакций GaaS в 2018 году.